# لوثيان بل
لوثيان بل (ولد في 18 فبراير 1816 – 20 ديسمبر 1904) كان مختصا بالصناعات الحديدية من المملكة المتحدة وعضوا في الحزب الليبرالي.